# 368 v.Chr.
Het jaar 369 v.Chr. is een jaartal volgens de christelijke jaartelling.

## Gebeurtenissen

### Griekenland
- De Thebaanse generaal Pelopidas wordt door Alexander van Pherae krijgsgevangengenomen.
- Een Thebaans expeditieleger onder Epaminondas valt Thessalië binnen.
- Ptolemaeus, regent van Alexander II van Macedonië laat deze vermoorden en wordt zelf koning van Macedonië als Ptolemaeus I.
- Pelopidas herstelt de onrust in Macedonië, Philippus II wordt meegenomen als gijzelaar naar Thebe.

### China
- Zhou Xian Wang wordt koning van de Zhou-dynastie.

## Overleden
- Alexander II, koning van Macedonië